# Онсари, Сесарео
Сеса́рео Хуан Онсари (исп. Cesáreo Juan Onzari; 1 февраля 1903, Буэнос-Айрес — 7 января 1964, Буэнос-Айрес) — аргентинский футболист, левый нападающий. Автор первого гола в мировом футболе прямым ударом с углового.

## Карьера

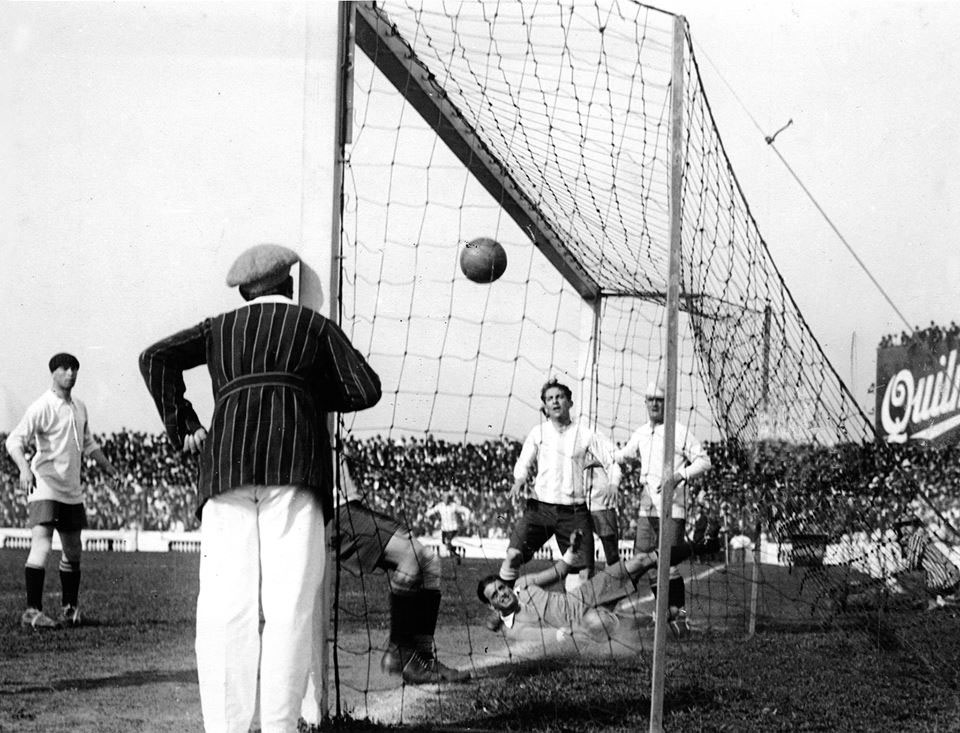
«Олимпийский гол» Онсари

Сесарио Онсари начал играть в футбол за клубы «Спортиво Боэдо» и «Атлетико Митре». Футболист собирался играть за первую команду «Митре», однако клуб распался. Онсари перешёл в «Уракан». Он дебютировал в основном составе команды в 1921 году в матче с «Атлетико дель Плата». И в том же сезоне футболист выиграл чемпионат Аргентины, а через год повторил это достижение. В 1923 году «Уракан» занял второе место в первенстве. Также игрок побеждал в турнирах 1925 и 1928 годов. 7 июня 1925 года Онсари сыграл один матч за «Боку Хуниорс», во время турне клуба по Европе. Сесарио выступал за «Уракан» до 1933 года, проведя 216 матчей и забив 67 голов, по другим данным 216 матчей и 72 гола. 
В составе сборной Аргентины Онсари дебютировал 22 января 1922 года в матче с Уругваем. 7 сентября он забил первый мяч за клуб, поразив ворота клуба «Теплицер». В том же году с национальной командой он выиграл Кубок Чести Уругвая и Кубок Рока, где забил гол. В 1924 году Сесарио победил в Кубке Шевалье Бутеля, в котором также забил один из голов. 16 марта 1929 года он провёл последний матч за национальную команду, в котором она свела вничью с клубом «Америка». Всего за сборную Аргентины Онсари провёл 23 матча и забил 8 голов.
2 октября 1924 года на 15 минуте матча сборных Аргентины и Уругвая Онсари забил гол прямым ударом с углового, что стало первым случаем в мировом футболе. Год назвали «олимпийским», так как уругвайцы были на тот момент олимпийскими чемпионами. Любопытно, что после гола уругвайские футболисты стали протестовать, однако им было разъеснено, что за несколько месяцев до матча были приняты новые правила, разрешающие голы прямыми ударами с угловых. Матч закончился дракой и был прерван при счёте 2:1 в пользу Аргентины.
Онсари умер в 1964 году. В честь футболиста одна из трибун стадиона «Томас Адольфо Дуко» стала носить его имя.

## Статистика

### Клубная
| Сезон | Клуб   | Лига    | Чемпионат | Чемпионат | Кубок | Кубок |
| Сезон | Клуб   | Лига    | Игры      | Голы      | Игры  | Голы  |
| ----- | ------ | ------- | --------- | --------- | ----- | ----- |
| 1921  | Уракан | Примера | 5         | 1         | 1     | 0     |
| 1922  | Уракан | Примера | 15        | 8         | 1     | 0     |
| 1923  | Уракан | Примера | 27        | 10        | 0     | 0     |
| 1924  | Уракан | Примера | 12        | 4         | 0     | 0     |
| 1925  | Уракан | Примера | 14        | 6         | 0     | 0     |
| 1926  | Уракан | Примера | 0         | 0         | 4     | 1     |
| 1927  | Уракан | Примера | 29        | 9         | 0     | 0     |
| 1928  | Уракан | Примера | 28        | 13        | 0     | 0     |
| 1929  | Уракан | Примера | 0         | 0         | 1     | 0     |
| 1930  | Уракан | Примера | 27        | 11        | 0     | 0     |
| 1931  | Уракан | Примера | 29        | 6         | 0     | 0     |
| 1932  | Уракан | Примера | 17        | 2         | 5     | 1     |
| 1933  | Уракан | Примера | 1         | 0         | 0     | 0     |

1. ↑  В графу «Кубок» входят матчи Кубка Конкуренции Жокей Клуб, Кубка Эстимуло, Кубка Беккара Варелы

### Международная
| Матчи Сесарео Онсари за сборную Аргентины | Матчи Сесарео Онсари за сборную Аргентины | Матчи Сесарео Онсари за сборную Аргентины | Матчи Сесарео Онсари за сборную Аргентины | Матчи Сесарео Онсари за сборную Аргентины | Матчи Сесарео Онсари за сборную Аргентины | Матчи Сесарео Онсари за сборную Аргентины |
| ----------------------------------------- | ----------------------------------------- | ----------------------------------------- | ----------------------------------------- | ----------------------------------------- | ----------------------------------------- | ----------------------------------------- |
| №                                         | Дата                                      | Место проведения                          | Оппонент                                  | Счёт                                      | Голы                                      | Турнир                                    |
| 1                                         | 22 января 1922                            | Буэнос-Айрес                              | Уругвай                                   | 1:0                                       | —                                         | Товарищеский матч                         |
| 2                                         | 7 сентября 1922                           | Буэнос-Айрес                              | Теплицер                                  | 3:1                                       | 1                                         | Товарищеский матч                         |
| 3                                         | 22 октября 1922                           | Буэнос-Айрес                              | Чили                                      | 1:0                                       | —                                         | Товарищеский матч                         |
| 4                                         | 24 июня 1923                              | Буэнос-Айрес                              | Уругвай                                   | 0:0                                       | —                                         | Кубок Липтона                             |
| 5                                         | 15 июля 1923                              | Буэнос-Айрес                              | Уругвай                                   | 2:2                                       | 1                                         | Кубок Министерства Иностранных дел        |
| 6                                         | 30 сентября 1923                          | Монтевидео                                | Уругвай                                   | 2:0                                       | —                                         | Кубок Чести Уругвая                       |
| 7                                         | 29 октября 1923                           | Монтевидео                                | Парагвай                                  | 4:3                                       | —                                         | Чемпионат Южной Америки                   |
| 8                                         | 18 ноября 1923                            | Монтевидео                                | Бразилия                                  | 2:1                                       | 1                                         | Чемпионат Южной Америки                   |
| 9                                         | 2 декабря 1923                            | Монтевидео                                | Уругвай                                   | 0:2                                       | —                                         | Чемпионат Южной Америки                   |
| 10                                        | 9 декабря 1923                            | Монтевидео                                | Бразилия                                  | 2:0                                       | 1                                         | Кубок Рока                                |
| 11                                        | 15 мая 1924                               | Педро-Хуан-Кабальеро                      | Парагвай                                  | 3:1                                       | 1                                         | Кубок Шевалье Бутеля                      |
| 12                                        | 29 июня 1924                              | Буэнос-Айрес                              | Плимут Аргайл                             | 3:0                                       | —                                         | Товарищеский матч                         |
| 13                                        | 20 июля 1924                              | Буэнос-Айрес                              | Плимут Аргайл                             | 1:0                                       | —                                         | Товарищеский матч                         |
| 14                                        | 21 сентября 1924                          | Монтевидео                                | Уругвай                                   | 1:1                                       | —                                         | Товарищеский матч                         |
| 15                                        | 28 сентября 1924                          | Буэнос-Айрес                              | Уругвай                                   | 0:0                                       | —                                         | Товарищеский матч                         |
| 16                                        | 2 октября 1924                            | Буэнос-Айрес                              | Уругвай                                   | 2:1                                       | 1                                         | Товарищеский матч                         |
| 17                                        | 12 октября 1924                           | Монтевидео                                | Парагвай                                  | 0:0                                       | —                                         | Чемпионат Южной Америки                   |
| 18                                        | 25 октября 1924                           | Монтевидео                                | Чили                                      | 2:0                                       | —                                         | Чемпионат Южной Америки                   |
| 19                                        | 2 ноября 1924                             | Монтевидео                                | Уругвай                                   | 0:0                                       | —                                         | Чемпионат Южной Америки                   |
| 20                                        | 16 ноября 1924                            | Санта-Фе                                  | сборная Санта-Фе                          | 1:1                                       | —                                         | Товарищеский матч                         |
| 21                                        | 9 июля 1926                               | Буэнос-Айрес                              | Эспаньол                                  | 2:2                                       | —                                         | Товарищеский матч                         |
| 22                                        | 26 февраля 1929                           | Авельянеда                                | Америка (Рио-де-Жанейро)                  | 6:1                                       | 1                                         | Товарищеский матч                         |
| 23                                        | 16 марта 1929                             | Буэнос-Айрес                              | Америка (Рио-де-Жанейро)                  | 2:0                                       | 1                                         | Товарищеский матч                         |

1. ↑  По другим данным в этот день игрался матч Кубка Рока с Бразилией, в которой Онсари не играл[10]

## Достижения
- Чемпион Аргентины: 1921, 1922, 1925, 1928
- Обладатель Кубка Чести Уругвая: 1923
- Обладатель Кубка Рока: 1923
- Обладатель Кубка Шевалье Бутеля: 1924

## Личная жизнь
Онсари был женат на Саре Мигес. 